# Alexandre Isos
Alexandre Isos (en llatí Alexander, en grec antic Ἀλέξανδρος Ἴσιος o Ἴσος) va ser comandant en cap dels etolis al començament del segle II aC. Isos era el seu sobrenom. Segons Titus Livi era un home de gran habilitat i eloqüència.
L'any 198 aC va assistir a una reunió a Nicea de Lòcrida, al golf Malíac, va parlar contra Filip III de Macedònia al que va invitar a sortir de Grècia i va demanar la restitució a Etòlia de les ciutats que li havien pertangut abans. Filip, indignat per la petició va contestar amb un discurs abrandat des de la seva nau. Poc després va ser enviat com ambaixador a Roma i va negociar la pau amb el senat romà al mateix temps que dirigia acusacions contra Filip III. L'any 197 aC va celebrar una reunió a la que van assistir Tit Quinti Flaminí i el rei Filip i en la que es va discutir la pau i Alexandre va dissuadir als altres d'un acord pacífic amb Filip.
L'any 195 aC Tit Quinti Flaminí va convocar una reunió de tots els estats grecs aliats de Roma, que es va celebrar a Corint, per discutir sobre la guerra que es portava a terme contra Nabis, tirà d'Esparta. Allà Alexandre va parlar contra Atenes i va insinuar que Roma no actuava lleialment amb els grecs. El 189 aC, Marc Fulvi Nobilior, que acabava de derrotar el selèucida Antíoc III el gran, semblava disposat a marxar contra Etòlia. La Lliga va enviar delegats a Atenes i Rodes mentre Alexandre Isos va ser enviat com ambaixador a Roma, junt amb Faneas i Licopos, per demanar la pau. Quan anaven cap a Roma els epirotes els van fer presoners a Cefalènia, i n'esperaven un rescat. Alexandre, que era una persona rica, es va negar a pagar i finalment, després d'uns dies, va ser alliberat i deixat en mans del comandant romà. No torna a ser esmentat, però en aquesta època ja era un home vell.